# Франция на зимних Паралимпийских играх 2014
Франция на зимних Паралимпийских играх 2014 года представлена 14-ю спортсменами в 3-х видах спорта.

## Медали
| Золото |            |                                                     |         |
| №      | Спортсмены | Вид спорта (дисциплина)                             | Дата    |
| 1      | Мари Боше  | Горнолыжный спорт (женщины, скоростной спуск, стоя) | 8 марта |

## Состав и результаты

### Биатлон
Мужчины
| Соревнование | Класс | Спортсмены  | Стрельба | Время   | Место |
| ------------ | ----- | ----------- | -------- | ------- | ----- |
| 7,5 км       | Сидя  | Ромен Росик | 0+0      | 24:28,2 | 16    |

### Горнолыжный спорт
| Соревнование     | Класс | Спортсмены    | Скоростной спуск/ 1 спуск | Скоростной спуск/ 1 спуск | Слалом/ 2 спуск | Слалом/ 2 спуск | Всего   | Место |
| Соревнование     | Класс | Спортсмены    | Время                     | Место                     | Время           | Место           | Всего   | Место |
| ---------------- | ----- | ------------- | ------------------------- | ------------------------- | --------------- | --------------- | ------- | ----- |
| Скоростной спуск | Стоя  | Мари Боше     | н/д                       | н/д                       | н/д             | н/д             | 1:30,72 | 1     |
| Скоростной спуск | Стоя  | Солен Жамбаке | н/д                       | н/д                       | н/д             | н/д             | 1:34,88 | 4     |